# Tour de Burgos 2009
La 31e édition du Tour de Burgos a eu lieu du 5 au 9 août 2009. Il est inscrit au calendrier de l'UCI Europe Tour 2009.

## Récit de la course
La victoire revient à l'Espagnol Alejandro Valverde de la Caisse d'Épargne, déjà vainqueur en 2004.

## Classements des étapes
| Étape     | Date   | Villes étapes                       | km          | Vainqueur d'étape | Leader du classement général |
| 1re étape | 5 août | Oña-Briviesca                       | 143 km      | Koldo Fernández   | Koldo Fernández              |
| 2e étape  | 6 août | Villasana de Mena - Miranda de Ebro | 153 km      | Joaquim Rodríguez | Joaquim Rodríguez            |
| 3e étape  | 7 août | Burgos - Burgos                     | 175 km      | Nikolas Maes      | Ben Hermans                  |
| 4e étape  | 8 août | Ribera del Duero                    | 15 km (CLM) | Tom Danielson     | Tom Danielson                |
| 5e étape  | 9 août | Los Pinares - Lag de Neila          | 155 km      | Ezequiel Mosquera | Alejandro Valverde           |

## Classement général final
|    | Coureur               | Pays       | Équipe            |    | Temps            |
| -- | --------------------- | ---------- | ----------------- | -- | ---------------- |
| 1  | Alejandro Valverde    | Espagne    | Caisse d'Épargne  | en | 15 h 49 min 33 s |
| 2  | Xavier Tondo          | Espagne    | Andalucia-Cajasur | +  | 10 s             |
| 3  | Thomas Danielson      | États-Unis | Garmin-Slipstream |    | 12 s             |
| 4  | Ezequiel Mosquera     | Espagne    | Xacobeo Galicia   |    | 30 s             |
| 5  | Mauricio Soler        | Colombie   | Barloworld        |    | 1 min 11 s       |
| 6  | Francesco Masciarelli | Italie     | Acqua & Sapone    |    | 1 min 16 s       |
| 7  | Beñat Intxausti       | Espagne    | Fuji-Servetto     |    | 1 min 39 s       |
| 8  | Íñigo Cuesta          | Espagne    | Cervélo TestTeam  |    | 1 min 40 s       |
| 9  | Manuel Vázquez Hueso  | Espagne    | Contentpolis-Ampo |    | 2 min 07 s       |
| 10 | Philip Deignan        | Irlande    | Cervélo TestTeam  |    | 2 min 14 s       |